# Lame de fond (film, 1996)
Cet article concerne le film de Ridley Scott. Pour le film de Vincente Minnelli, voir Lame de fond.
Pour les articles homonymes, voir Lame de fond et Undercurrent (homonymie).
Pour plus de détails, voir Fiche technique et Distribution.
Lame de fond (White Squall), ou Rafale blanche au Québec, est un film américain réalisé par Ridley Scott et sorti en 1996.
Le scénario est adapté du livre The Last Voyage of the Albatross de Charles Gieg Jr. et Felix Sutton. Inspiré de faits réels, cet ouvrage relate la tragédie du voilier Albatross : en 1961, ce navire sombra brusquement au large de la Floride, emportant avec lui 6 des 19 membres de l'équipage. D'après les témoignages des rescapés, ils furent pris dans une incroyable tempête, alors que le temps était excellent et calme. Ce phénomène météorologique s'appelle un grain blanc.
À sa sortie, le film est plutôt mal accueilli par la critique et il ne rencontre pas de succès au box-office.

## Synopsis
En mai 1961, treize adolescents embarquent sur le voilier brigantin L'Albatross pour huit mois, sous les ordres du prudent et avisé capitaine Christopher Sheldon. Pendant ce voyage, ils vont apprendre à se connaître et se découvrir, entre amitié et rivalité, et affronter les dangers de la mer.

## Fiche technique
Sauf indication contraire, les informations mentionnées dans cette section peuvent être confirmées par la base de données cinématographiques IMDb,  présente dans la section « Liens externes ».
- Titre original : White Squall
- Titre français : Lame de fond
- Titre québécois : Rafale blanche
- Réalisation : Ridley Scott
- Scénario : Todd Robinson, d'après l'œuvre de Charles Gieg Jr. et Felix Sutton
- Musique : Jeff Rona
- Décors : Peter J. Hampton et Leslie Tomkins
- Costumes : Judianna Makovsky
- Photographie : Hugh Johnson
- Montage : Gerry Hambling
- Production : Mimi Polk Gitlin, Rocky Lang, Terry Needham (producteur associé), Todd Robinson (coproducteur), Nigel Wooll (coproducteur) et Ridley Scott (producteur délégué)
- Sociétés de production : Hollywood Pictures, Largo Entertainment et Scott Free Productions
- Sociétés de distribution : UFD (France), Buena Vista Pictures (États-Unis)
- Budget : 38 000 000 USD
- Pays de production :  États-Unis
- Langue originale : anglais
- Format : couleur (Technicolor) - 2,35:1 - 35 mm
- Genre : catastrophe, drame, survie et aventure
- Durée : 129 minutes
- Dates de sortie : 
  - États-Unis : 2 février 1996
  - France : 17 juillet 1996

## Distribution
- Jeff Bridges (VF : Patrick Floersheim ; VQ : Hubert Gagnon) : le capitaine Christopher « Skipper » Sheldon
- Caroline Goodall (VF : Juliette Degenne ; VQ : Élizabeth Lesieur) : Dr Alice Sheldon, psychologue
- John Savage (VQ : Jean-Marie Moncelet) : McCrea, un marin de l'Albatross / professeur de littérature
- Scott Wolf (VF : Alexandre Gillet ; VQ : Olivier Visentin) : Charles « Chuck » Gieg / le narrateur
- Jeremy Sisto (VF : Jérôme Rebbot ; VQ : Yanic Truesdale) : Frank Beaumont
- Ryan Phillippe (VF : Vincent Barazzoni ; VQ : Guillaume Sabouret) : Gil Martin
- Eric Michael Cole (VF : Emmanuel Curtil ; VQ : Joël Legendre) : Dean Preston
- Julio Oscar Mechoso (VQ : Luis de Cespedes) : Girard Pascal, le cuisinier de l'Albatross
- Balthazar Getty (VQ : Olivier Fontaine) : Tod Johnstone
- Jason Marsden (VF : Olivier Jankovic ; VQ : Jacques Lussier) : Shay Jennings, « 1er mât » de l'Albatross
- David Lascher (VQ : Olivier Farmer) : Robert March
- Ethan Embry (VQ : Martin Watier) : Tracy Lapchick
- David Selby (VF : Bernard Tiphaine ; VQ : Claude Préfontaine) : Francis Beaumont
- Jordan Clarke (VQ : Daniel Roussel) : Charles Gieg Sr.
- Željko Ivanek (VQ : Sébastien Dhavernas) : le capitaine des gardes-côtes Sanders
- James Rebhorn (VQ : Hubert Fielden) : le capitaine Tyler
- Becky Ann Baker : Mlle Boyde
- Jill Larson (VF : Francine Lainé ; VQ : Diane Arcand) : Peggy Beaumont
- Lizzy Mackay : Middy Gieg

 Source et légende : version française (VF) sur RS Doublage et sur le carton du doublage français sur le DVD zone 2. ; Version québécoise sur doublage.qc.ca[réf. nécessaire]

## Production

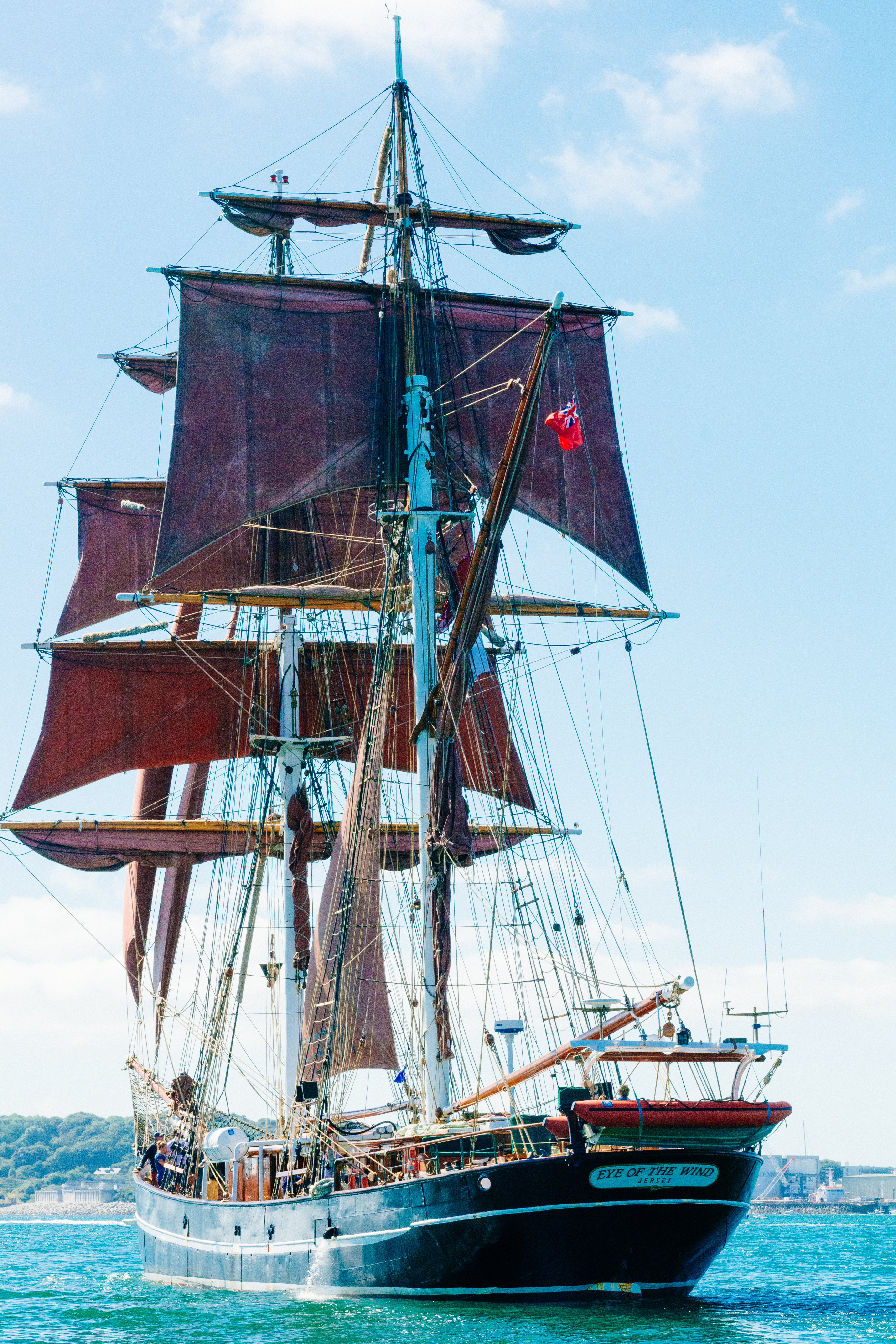
le Eye of the Wind utilisé dans le film

Il s'agit de la première productions de la société Scott Free Productions, fondée un an plus tôt par Ridley Scott et son frère Tony Scott.
Le tournage a lieu de mars à août 1995. Il se déroule en Caroline du Sud (Beaufort, Charleston), à Savannah en Géorgie, en Angleterre (Londres, Pinewood Studios), en Afrique du Sud et plusieurs îles des Caraïbes (Saint-Vincent-et-les-Grenadines, Bermudes, Sainte-Lucie). Les prises de vues ont également lieu à Malte aux Malta Film Studios.
Le bateau utilisé dans le film est le Eye of the Wind, construit en 1911. Il a également servi pour les films Le Lagon bleu (1980), Savage Island (1985) et Tai-Pan (1986).

## Accueil
Le film reçoit des critiques mitigées dans la presse à sa sortie. Sur l'agrégateur américain Rotten Tomatoes, il récolte 57% d'opinions favorables pour 37 critiques et une note moyenne de 5,7⁄10. Le consensus suivant résume les critiques compilées par le site : « Bien qu'il soit parfois enlisé par un sentiment délicat, le film bénéficie grandement de la performance assurée de Jeff Bridges et de la direction viscérale et passionnante de Ridley Scott ». Sur Metacritic, il obtient une note moyenne de 53⁄100 pour 21 critiques. Le célèbre critique du Chicago Sun-Times Roger Ebert lui donne cependant la note de 3/4 et écrit notamment : « J'ai apprécié le film pour la pure exubérance physique de son aventure. »
Après celui de 1492 : Christophe Colomb, Ridley Scott connait un nouvel échec commercial. Le film ne récolte que 10 292 300 $ au box-office américain. En France, Lame de fond n'enregistre que 95 515 entrées

## Hommage
Le film est dédié à la mémoire des victimes de la tragédie de l'Albatross : Alice Sheldon, George Ptacnik, Rick Marsellus, Robin Wetherall, John Goodlett et Chris Coristine.